# Niklas Hjalmarsson
Niklas Hjalmarsson (Eksjö, 6 giugno 1987) è un hockeista su ghiaccio svedese, di ruolo difensore, che milita nella National Hockey League per i Chicago Blackhawks.

## Carriera

### Club
Ha esordito in Elitserien a diciassette anni con la maglia dell'HV71, formazione con cui era cresciuto hockeisticamente.
Nel 2005 fu scelto dai Chicago Blackhawks al draft, come 108ª scelta assoluta.
Approdò effettivamente in NHL nel 2007 guadagnandosi una posizione nel roster dopo la cessione di James Wisniewski agli Anaheim Ducks. Segnò la sua prima rete in NHL contro Chris Osgood, portiere dei Detroit Red Wings. Con i Blackhawks ha militato ininterrottamente fino al 2012, con l'eccezione di qualche gara giocata nella formazione affiliata dei Rockford IceHogs in AHL. Con la squadra di Chicago si è aggiudicato la Stanley Cup 2010.
Il 9 luglio 2010 Hjalmarsson firmò un pre-accordo con i San Jose Sharks valido per quattro anni dal valore di 14 milioni di dollari. Tuttavia il 12 luglio i Chicago Blackhawks pareggiarono l'offerta ed essendo allora Hjalmarsson un restricted free agent rimase presso i Blackhawks.
In occasione del lockout 2012-2013 ha trovato ingaggio in Italia, all'HC Bolzano, con cui ha disputato campionato e Continental Cup. Il 16 gennaio 2013, a seguito della riapertura dell'NHL, è tornato a Chicago, vincendo il Presidents' Trophy e la Stanley Cup 2013. Nell'estate di quell'anno Hjalmarsson prolungò il proprio contratto con i Blackhawks fino al 2019.

### Nazionale
Con le selezioni giovanili svedesi Hjalmarsson prese parte a numerosi incontri amichevoli, oltre a un mondiale U18 nel 2005 concluso con una medaglia di bronzo e il mondiale U20 del 2007. Con la nazionale maggiore ha preso parte per la prima volta al Campionato mondiale nell'edizione 2012 svoltasi in Finlandia e Svezia.

## Palmarès

### Club
- Stanley Cup: 3

 Chicago Blackhawks: 2010, 2013, 2015

### Nazionale
- Campionato mondiale di hockey su ghiaccio Under-18:

 Svezia U-18: Rep. Ceca 2005